# Trachelas bicolor
Trachelas bicolor là một loài nhện trong họ Trachelidae.
Loài này thuộc chi Trachelas. Trachelas bicolor được Eugen von Keyserling miêu tả năm 1887.